# تفسير البيضاوي
تفسير البيضاوي هو الاسم الشائع للتفسير المسمى بـ «أنوار التنزيل وأسرار التأويل» قام بتأليفه الإمام شيخ الإسلام قاضي القضاة ناصر الدين البيضاوي (ت 685 هـ). أحد أهم التفاسير التي حظيت بقبول جمهور أهل السنة، لما حواه من فنون ضمت كثيراً من فضائل تفاسير أخرى، فحظي بالاهتمام والشرح والتدريس في معاهد العلم الديني من أقصى الهند إلى المغرب الأقصى، وعلى رأسها الأزهر في مصر والزيتونة في تونس عدة قرون. وهو من أشهر كتب التفسير وأجمعها أقوالاً وأسهلها تناولاً وأوضحها عبارة مع تلخيص وإيجاز، ويعد من أمهات كتب التفسير بالرأي عند أهل السنة والجماعة.
اشتهر هذا التفسير وتلقاه العلماء بالقبول، وذاع ذكره في سائر الأقطار، واشتغل به العلماء إقراءً وتدريسًا وشرحًا، وظل يدرس بالأزهر وغيره من معاهد العلم قرونًا عديدة، وهو كتاب عظيم الشأن غني عن البيان لخص فيه من الكشاف ما يتعلق بالإعراب والمعاني والبيان، ومن التفسير الكبير ما يتعلق بالحكمة والكلام، ومن تفسير الراغب الأصفهاني ما يتعلق بالاشتقاق وغوامض الحقائق ولطائف الإشارات، وضم إليه ما رواه زناد فكره من الوجوه المعقولة والتصرفات المقبولة، فكان تفسيره يحتوي فنونًا من العلم وعرة المسالك وأنواعًا من القواعد مختلفة الطرائق، ثم إن هذا الكتاب رزق بحسن القبول عند جمهور الأفاضل والفحول فعكفوا عليه بالدرس والتحشية فمنهم من علق تعليقة على سورة منه، ومنهم من كتب على بعض مواضع منه، ومنهم من حشى تحشية تامة، ومن أوائلها حاشية أبي بكر بن الصائغ الحنبلي (ت 714 هـ) المسماة «الحسام الماضي وإيضاح غوامض القاضي» احتوت على علوم جمة وفوائد كثيرة، ومنها حاشية الشيخ محمد بن قرة منلا الخسرواني (ت 785 هـ) وهي من أحسن التعاليق وأرجحها، ومنها حاشية محمد بن محمد بن عبد الرحمن القاهري الشافعي بن إمام الكاملية (ت 864 هـ) وهي مطولة اشتهرت وتداولها الناس كتابة وقراءة، ومنها حاشية الشيخ الصديقي الخطيب الإمام الكازروني (ت 940 هـ) أورد فيها ما لا يحصى من الرقائق والحقائق، وقد طبعت مع التفسير في 5 أجزاء بطهران عام 1272 هـ، ثم بمطبعة الميمنية عام 1330 هـ، وحاشية محمد بن الشيخ العارف بالله الشيخ مصلح الدين القوجوي الشهير بشيخ زاده (ت 951 هـ) وهي من أعظم الحواشي نفعًا وأكثرها فائدة وأسهلها عبارة كتبها على سبيل الإيضاح والبيان في 8 مجلدات ثم اختصرها بعد ذلك فعمت بركتها واستعملها العلماء وانتفع بها الطلاب، وقد طبعت في 3 مجلدات ببولاق عام 1263 هـ باعتناء وضبط الشيخ قُطَّة العدوي، ومنها حاشية القاضي عبد الحكيم السيالكوتي (ت 1067 هـ) طبعت في القسطنطينية سنة 1271 هـ، ومنها حاشية الشيخ العلامة شهاب الدين أحمد بن محمد الخفاجي المصري (ت 1069 هـ) المسماة «عناية القاضي وكفاية الراضي» جمع فيها لب الحواشي وأجاد وأفاد، وقد طبعت في 8 مجلدات بمطبعة بولاق عام 1283 هـ، ومنها أيضًا حاشية إسماعيل بن محمد بن مصطفى القونوي -نسبة إلى قونوي في آسيا الصغرى- (ت 1195 هـ) وضعها بإيعاز السلطان العثماني عبد الحميد طبعت في 7 مجلدات بالقسطنطينية سنة 1286 هـ. وقد اعتنى بطبع هذا التفسير العلامة فلايشر الألماني في لايبزك من عام 1844م إلى 1848م ووضع العلامة فل الألماني لهذه الطبعة فهارس مستوفية طبعت في لايبزك عام 1878م.

## التعريف بالمؤلف
هو عبد الله بن عمر بن محمد بن علي الشيرازي، أبو سعيد، أو أبو الخير، ناصر الدين البيضاوي، فقيه شافعي المذهب، أشعري المعتقد، قاضي، علامة، مفسر نحوي وأصولي متكلم، ولد في المدينة البيضاء «بفارس» قرب شيراز. كان عالماً بعلوم كثيرة، صالحاً خيراً صنف في أنواع العلوم منها مختصر الكشاف «تفسير القاضي»، مختصر الوسيط في الفقه المسمى بالغاية، وطوالع الأنوار من مطالع الأنظار في علم التوحيد، وكتاب «الغاية القصوى في دراية الفتوى» في الفقه الشافعي، وكتاب «منهاج الوصول إلى علم الأصول» في أصول الفقه، و«طلب اللباب في علم الإعراب»، ونظام التواريخ وتعاريفها. تولى القضاء بشيراز مدة، ثم صرف عن القضاء، فرحل إلى تبريز فتوفي فيها سنة 691 هـ على ما في طبقات الشافعية وسنة 685 هـ على ما في الأعلام للزركلي.
ولا شك أن الإمام البيضاوي نال من المكانة العلمية بين أهل العلم، ما سارت به الركبان، وأثنوا على مصنفاته، وكتبه وتلقوها بالقبول، وكتب الله لها الشيوع والانتشار على ممر الأزمان. ولُقب البيضاوي بـ«قاضي القضاة» وهذا لقب عالي لا يحصل عليه إلا العلماء الأفذاذ الذين لهم المكانة السامية، والمنزلة الرفيعة. واتفقت كتب التراجم والتاريخ على الأوصاف العامة للإمام البيضاوي، فقالوا: إنه كان قاضياً، ورعاً، صالحاً، تقياً، عالماً، زاهداً، عادلاً، نظّاراً، إلى غير ذلك من الأوصاف الجليلة.
- قال عنه جمال الدين الإسنوي في طبقات الشافعية: «كان عالماً بعلوم كثيرة صالحاً خيراً، صنّف التصانيف المشهورة في أنواع العلوم...»[6]
- وقال جلال الدين السيوطي في بغية الوعاة: «كان إماماً علامة، عارفا بالفقه والأصلين والعربية والمنطق، نظاراً صالحاً، متعبداً، شافعياً.»[7]
- وقال تاج الدين السبكي في رفع الحاجب عن مختصر ابن الحاجب: «كان رحمه الله إماماً مبرزاً نظاراً خيراً صالحاً متعبداً فقيهاً أصولياً متكلماً مفسراً محدثاً أديباً نحوياً مفتياً قاضياً عادلاً...»[8]
- وقال صلاح الدين الصفدي في الوافي بالوفيات: «البيضاوي عبد الله بن عمر الشيخ الإمام العالم العلامة المحقق المدفق ناصر الدين الشيرازي البيضاوي، صاحب التصانيف البديعة المشهورة...»[9]
- وقال ابن قاضي شهبة في طبقاته: «صاحب المصنفات، وعالم أذربيجان، وشيخ تلك الناحية.»[7]
- وقال ابن كثير في البداية والنهاية: «صاحب التصانيف هو القاضي الإمام العلامة ناصر الدين عبد الله بن عمر الشيرازي، قاضيها وعالمها وعالم أذربيجان وتلك النواحي، مات بتبريز سنة خمس وثمانين وستمائة.»[10]
- وقال ابن حبيب (ت 779 هـ): «عالم نمى زرع فضله ونَجَم وحاكم عظمت بوجوده بلاد العجم برع في الفقه والأصول وجمع بين المعقول والمنقول تكلم كل من الأئمة بالثناء على مصنفاته وفاة ولو لم يكن له غير المنهاج الوجيز لفظه المحرر لكفاه ولي أمر القضاة في شيراز وقابل الأحكام الشرعية بالاحترام والاحتراز.»[7][11][12]
- وقال اليافعي في مرآة الجنان وعبرة اليقظان في معرفة حوادث الزمان:[13] «الإمام أعلم العلماء الأعلام ذو التصانيف المفيدة المحققة، والمباحث الحميدة المدققة قاضي القضاة ناصر الدين عبد الله ابن الشيخ الإمام قاضي القضاة إمام الدين عمر ابن العلامة قاضي القضاة فخر الدين محمد ابن الإمام صدر الدين علي القدوة الشافعي البيضاوي، تفقه بأبيه، وتفقه والده بالعلامة مجير الدين محمود بن أبي المبارك البغدادي الشافعي، وتفقه مجير الدين بالإمام معين الدين أبي سعيد منصور بن عمر البغدادي وتفقه هو بالإمام زين الدين حجة الإسلام أبي حامد الغزالي رحمهم الله تعالى. قلت: ونسبة الغزالي في الفقه إلى الشافعي معروفة، وكذلك نسبته ونسبة أخيه الشيخ الإمام الغزالي في التصوف معروفتان...»[14]
- وقال شمس الدين ابن الغزي في ديوان الإسلام: «البيضاوي: عبد الله بن عمر بن محمد. الإمام العالم العلامة المحقق شيخ الإسلام ناصر الدين أبو الخير الشيرازي الشافعي. قاضي شيراز صاحب التفسير المسمى بأنوار التنزيل الذي اشتهر وبهر وتلقاه الناس بالقبول والطوالع. والمنهاج. وشرح المصابيح. والغاية القصوى وغيرها. توفي سنة 685. أو سنة 691. وأما قول الشهاب الخفاجي في حاشية التفسير إنه توفي سنة 719 فمما لا يعول عليه.»[15][16]
- وقال الدكتور منيع عبد الحليم محمود في كتابه مناهج المفسرين: «هو الإمام عبد الله بن عمر بن محمد بن على الشيرازي، أبو سعيد أبو الخير ناصر الدين البيضاوي من قرية يقال البيضاء لها من بلاد فارس ولى القضاء بشيراز وفسر القرآن، وألف في كثير من الفنون وتيسر له هذا المنصب بعد حادثة دلت على نبوغه، وكشفت عن عبقريته... كان إماماً علامة، عارفاً بالفقه والتفسير وأصول الفقه وأصول الدين والعربية والمنطق وكان عالماً بفنون المناظرة وآداب المناقشة، صالح السلوك، مجتهداً في العبادة، زاهداً في متاع الدنيا الفاني، شافعي المذهب...»[17]

## مقدمة التفسير

صورة غلاف كتاب تفسير البيضاوي - طبعة دار الكتب العلمية.

يقول الإمام البيضاوي في مقدمة تفسيره شارحاً طريقته، موضحاً مصادره:
«الحمد لله الذي نزل الفرقان على عبده ليكون للعالمين نذيرا، فتحدى بأقصر سورة من سوره مصاقع الخطباء من العرب العرباء فلم يجد به قديرا، وأفحم من تصدى لمعارضته من فصحاء عدنان وبلغاء قحطان حتى حسوا أنهم سحروا تسحيرا، ثم بين للناس ما نزل إليهم حسبما عن لهم من مصالحهم ليدبروا آياته، وليتذكر أولو الألباب تذكيرا، فكشف لهم قناع الانغلاق عن آيات محكمات هن أم الكتاب، وأخر متشابهات هن رموز الخطاب تأويلا وتفسيرا، وأبرز غوامض الحقائق ولطائف الدقائق، ليتجلى لهم خفايا الملك والملكوت وخبايا قدس الجبروت ليتفكروا فيها تفكيرا، ومهد لهم قواعد الأحكام وأوضاعها من نصوص الآيات وألماعها، ليذهب عنهم الرجس ويطهرهم تطهيرا، فمن كان له قلب أو ألقى السمع وهو شهيد، فهو في الدارين حميد وسعيد، ومن لم يرفع إليه رأسه وأطفأ نبراسه، يعش ذميماً ويصل سعيرا فيا واجب الوجود، ويا فائض الجود، ويا غاية كل مقصود، صل عليه صلاة توازي غناءه، وتجازي عناءه، وعلى من أعانه وقرر تبيانه تقريرا، وأفض علينا من بركاتهم واسلك بنا مسالك كراماتهم، وسلم عليهم وعلينا تسليما كثيرا.
وبعد، فإن أعظم العلوم مقداراً وأرفعها شرفاً ومناراً، علم التفسير الذي هو رئيس العلوم الدينية ورأسها، ومبنى قواعد الشرع وأساسها، لا يليق لتعاطيه والتصدي للتكلم فيه إلا من برع في العلوم الدينية كلها أصولها وفروعها، وفاق في الصناعات العربية والفنون الأدبية بأنواعها.
ولطالما أحدث نفسي بأن أصنف في هذا الفن كتاباً يحتوي على صفوة مما بلغني من عظماء الصحابة، وعلماء التابعين، ومن دونهم من السلف الصالحين، وينطوي على نكت بارعة، ولطائف رائعة، استنبطتها أنا ومن قبلي من أفاضل المتأخرين، وأماثل المحققين، ويعرب عن وجوه القراءات المشهورة المعزوة إلى الأئمة الثمانية المشهورين، والشواذ المروية عن القراء المعتبرين. إلا أن قصور بضاعتي يثبطني عن الإقدام، ويمنعني عن الانتصاب في هذا المقام حتى سنح لي بعد الاستخارة ما صمم به عزمي على الشروع فيما أردته، والإتيان بما قصدته، ناوياً أن أسميه بعد أن أتممه «بأنوار التنزيل وأسرار التأويل».
فها أنا الآن أشرع وبحسن توفيقه، أقول وهو الموفق لكل خير ومعطي كل مسؤول.»

## خاتمة التفسير
قال الإمام البيضاوي في نهاية الكتاب: «وقد اتفق إتمام تعليق سواد هذا الكتاب المنطوي على فرائد فوائد ذوي الألباب، المشتمل على خلاصة أقوال أكابر الأئمة وصفوة آراء أعلام الأمة، في تفسير القرآن وتحقيق معانيه، والكشف عن عويصات ألفاظه ومعجزات مبانيه، مع الإيجاز الخالي عن الإخلال، والتلخيص العاري عن الإضلال، الموسوم بـ "أنوار التنزيل وأسرار التأويل" وأسأل الله تعالى أن يتمم نفعه للطلاب ولا يخلي سعي من يتعب فيه من الأجر والثواب، ويختم كل خاتمة امرئ يؤمه بتمحيص عن الآثام ويبلغني أعلى منازل دار السلام، في جوار العليين من النبيين والصديقين والشهداء والصالحين، وحسن أولئك رفيقا وهو سبحانه حقيق بأن يحقق رجاء الراجين تحقيقا، والحمد لله رب العالمين والصلاة والسلام على خير خلقه محمد وآله وصحبه الطيبين الطاهرين وأتباعهم أجمعين.»

## الحواشي والتعليقات المكتوبة على التفسير

حاشية شهاب الدين الخفاجي على تفسير البيضاوي المسماة (عناية القاضي وكفاية الراضي). وهذه الحاشية للقاضي الشهاب الخفاجي شرح فيها تفسير البيضاوي شرحاً وافياً ومطولاً حلل فيه عبارات البيضاوي ووضحها خاصة في الأمور اللغوية والأحكام الفقهية.

حاشية محيي الدين شيخ زاده على تفسير البيضاوي. وهذه الحاشية من أهم الحواشي التي وضعت على تفسير البيضاوي كتبها على سبيل الإيضاح والبيان للمبتدئ في ثماني مجلدات. بالإضافة إلى توسعها في كثير من الأمور تمتاز بحسن العبارة وسهلوتها، وتلخيص المباحث وتقريبها لطالب العلم، فعبارتها تساعد طالب العلم جداً، وتكاد تكون صالحة لكل أحد.

حاشية القونوي على تفسير الإمام البيضاوي (ومعه حاشية ابن التمجيد). وهذه الحاشية تعتبر شرح كامل لتفسير البيضاوي، وليست مجرد تعليقات. وقد ناقش فيها الكثير من الحواشي والمعاني التي ذكرها من قبله ممن كتب حواشي وتعليقات على تفسير البيضاوي.

تفسير البيضاوي مع تعليقات الشيخ عبد الكريم الكورائي، صاحب حاشية التفسير البيضاوي.

وهي كثيرة جداً بلغت مائة وثلاثا وثلاثين (133) حاشية، ووصل بها صاحب «كشف الظنون» إلى نحو خمسين، منها ما يقع في مجلدات، ومنها دون ذلك، وهي تعكس أهمية هذا التفسير، ومن الحواشي التي تناولت التفسير كله من جميع النواحي:
- 1 - حاشية العالم الفاضل محيي الدين محمد بن الشيخ مصلح الدين مصطفى القوجوي المتوفى سنة إحدى وخمسين وتسعمائة (ت 951 هـ). وهي أعظم الحواشي فائدة وأكثرها نفعا وأسهلها عبارة، كتبها أولا على سبيل الإيضاح والبيان للمبتدئ في ثماني مجلدات، ثم استأنفها ثانيا بنوع تصرف فيه وزيادة عليه، فانتشر هاتان النسختان وتلاعب بهما أيدي النساخ حتى كاد أن لا يفرق بينهما. ولبعض الفضول منتخب تلك الحاشية، ولا يخفى أنها من أعز الحواشي وأكثرها قيمة واعتبارا وذلك لبركة زهده وصلاحه.
- 2 - حاشية العالم مصلح الدين مصطفى بن إبراهيم المشهور بابن التمجيد (ت نحو 880 هـ). معلم السلطان محمد خان الفاتح وهي مفيدة جامعة أيضا لخصها من حواشي «الكشاف» في ثلاث مجلدات.
- 3 - حاشية القاضي زكريا بن محمد الأنصاري المصري المتوفى سنة ست وعشرين وتسعمائة (926 هـ). وهي في مجلد سماها «فتح الجليل ببيان خفي أنوار التنزيل»، أولها: الحمد لله الذي أنزل على عبده الكتاب، نبه فيها على الأحاديث الموضوعة التي في أواخر السور.
- 4 - حاشية الشيخ جلال الدين عبد الرحمن بن أبي بكر السيوطي المتوفى سنة إحدى عشرة وتسعمائة (ت 911 هـ). وهي في مجلد أيضا سماه «نواهد الأبكار وشوارد الأفكار».
- 5 - حاشية أبي الفضل القرشي الصديقي الخطيب المشهور بالكازروني المتوفى في حدود سنة أربعين وتسعمائة (945 هـ). وهي حاشية لطيفة في مجلد، أورد فيها من الدقائق والحقائق ما لا يحصى، أولها الحمد لله الذي أنزل آيات بينات محكمة.
- 6 - حاشية شمس الدين محمد بن يوسف الكرماني المتوفى سنة ست وثمانين وسبعمائة (786 هـ). في مجلد أيضا أولها الحمد لله الذي وفقنا للخوض.
- 7 - حاشية محمد بن جمال الدين بن رمضان الشرواني (ت 1063 هـ). في مجلدين أولها: قال الفقير بعد حمد الله العليم العلام.
- 8 - حاشية الشيخ صبغة الله بن إبراهيم الحيدري شيخ مشايخ بغداد في عصره (ت 1187 هـ). وهي كبرى وصغرى، جمع من ثماني عشرة حاشية.
- 9 - حاشية صبغة الله بن روح الله بن جمال الله البروجي الحسيني النقشبندي الفقيه المتصوف (ت 1015 هـ) وسماها «إراءة الدقائق».
- 10 - حاشية الشيخ جمال الدين إسحاق القراماني المتوفى سنة ثلاث وثلاثين وتسعمائة (ت 933 هـ) وهي حاشية مفيدة جامعة.
- 11 - حاشية العالم بروشني الآيديني.
- 12 - حاشية الشيخ محمود بن الحسين الأفضلي الحاذقي الشهير بالصادقي الكيلاني المتوفى في حدود سنة سبعين وتسعمائة (ت 970 هـ). وهي من سورة الأعراف إلى آخر القرآن سماها «هداية الرواة إلى الفاروق المداوي للعجز عن تفسير البيضاوي» وفرغ من تحريرها سنة ثلاث وخمسين تسعمائة.
- 13 - حاشية الشيخ بابا نعمة الله بن محمد النخجواني المتوفى في حدود سنة تسعمائة (ت 900 هـ).
- 14 - حاشية العالم مصطفى بن شعبان الشهير بالسروري المتوفى سنة تسع وستين وتسعمائة (ت 969 هـ). وهي كبرى وصغرى، أول الكبرى: الحمد لله الذي جعلني كشاف القرآن، ذكر العاشق في ذيل الشقائق أنه كان يكتب كل ما يخطر بالبال في بادي النظر والمطالعة ولا ينظر إليه بعد ذلك.
- 15 - حاشية المولى الشهير بمنا وعوض المتوفى سنة أربع وتسعين وتسعمائة (ت 994 هـ). وهو في نحو ثلاثين مجلدا.
- 16 - حاشية الشيخ أبي بكر بن أحمد بن الصائغ الحنبلي المتوفى سنة أربع عشرة وسبعمائة (ت 714 هـ). وسماه «الحسام الماضي في إيضاح غريب القاضي» شرح فيه غريبه، وضم إليه فوائد كثيرة.

وأما التعليقات والحواشي غير التامة فكثيرة جداً، منها:
- 17 - حاشية المولى المحقق محمد بن فرامرز الشهير بملا خسرو المتوفى سنة خمس وثمانين وثمانمائة (ت 885 هـ).وهي من أحسن التعليقات عليه بل أرجحها إلى قوله سبحانه وتعالى: سيقول السفهاء وذيلها إلى تمام سورة البقرة لمحمد بن عبد الملك البغدادي (الحنفي المتوفى بدمشق سنة 1016 ذكره «خلاصة الأثر» ألفه سنة اثنتي عشرة وألف، أوله: الحمد لله هادي المتقين.
- 18 - حاشية العالم نور الدين حمزة «بن محمود» القراماني المتوفى سنة إحدى وسبعين وثمانمائة (ت 871 هـ). وهي على الزهراوين سماها «تقشير التفسير».
- 19 - تعليقة سنان الدين يوسف البردعي الشهير بعجم سنان المحشي لشرح الفرائض. كتبها إلى قوله سبحانه وتعالى: وما كادوا يفعلون وهي كالخسروية حجما عبر فيها عن ملا حمزة بالأستاذ الأوسط وعن ملا خسرو بالأستاذ الأخير، أوله: الحمد لله الذي نور قلوبنا.
- 20 - حاشية المحقق عصام الدين إبراهيم بن محمد بن عربشاه الإسفرايني المتوفى سنة ثلاث وأربعين وتسعمائة (ت 943 هـ). وهي مشحونة بالتصرفات اللائقة والتحقيقات الفائقة من أول القرآن إلى آخر الأعراف ومن أول سورة النبأ إلى آخر القرآن، أهداها إلى السلطان سليمان خان أوله: الحمد لله الذي عم بارفاد إرشاد الفرقان.
- 21 - حاشية المولى العلامة سعد الله بن عيسى الشهير بسعدي أفندي المتوفى سنة خمس وأربعين وتسعمائة (ت 945 هـ). وهي من أول سورة هود إلى آخر القرآن. وأما التي وقعت على الأوائل فجمعها ولده بير محمد من الهوامش فألحقها إلى ما علقه، وفيها تحقيقات لطيفة ومباحث شريفة لخصها من حواشي «الكشاف» وضم إليها ما عنده من تصرفاته المسلمة فوقع اعتماد المدرسين عليها ورجوعهم عند البحث والمذاكرة إليها، وقد علقوا عليها رسائل لا تحصى.
- 22 - حاشية الفاضل سنان الدين يوسف بن حسام المتوفى سنة ست وثمانين وتسعمائة (ت 986 هـ). وهي أيضا حاشية مقبولة من أول الأنعام إلى آخر الكهف، وعلق على سورة الملك والمدثر والقمر وألحقها وأهداها إلى السلطان السليم خان الثاني.
- 23 - حاشية المولى محمد بن عبد الوهاب الشهير بعبد الكريم زاده المتوفى سنة خمس وسبعين وتسعمائة (ت 975 هـ). وهي من أول القرآن إلى سورة طه ولم تنتشر.
- 24 – تعليقة المولى مصطفى بن محمد الشهير ببستان أفندي المتوفى سنة سبع وسبعين وتسعمائة (ت 977 هـ). وهي على سورة الأنعام خاصة.
- 25 - تعليقة محمد بن مصطفى بن الحاج حسن المتوفى سنة إحدى عشرة وتسعمائة (ت 911 هـ). وهي أيضا على سورة الأنعام.
- 26 - وتعليقة العالم الفاضل مصلح الدين محمد اللاري المتوفى سنة سبع وسبعين وتسعمائة (ت 977 هـ). وهي إلى آخر الزهراوين مشحونة بالمباحث الدقيقة.
- 27 - وتعليقة نصر الله الرومي. وفي الأعلام للزركلي (8 / 31): نصر الله بن محمد العجمي الخلخالي الشافعي (ت 962 هـ) له «حاشية على أنوار التنزيل» للبيضاوي.
- 28 - وتعليقة الشيخ الأديب غرس الدين الحلبي الطبيب.
- 29 - وتعليقة المحقق الملا حسين (حسن) الخلخالي الحسيني (ت 1014 هـ). من سورة يس إلى آخر القرآن، أولها: الحمد لله الذي توله العرفاء في كبرياء ذاته.
- 30 - وتعليقة محيي الدين محمد الإسكليبي المتوفى سنة اثنتين وعشرين وتسعمائة (ت 922 هـ).
- 31 - وتعليقة محيي الدين محمد بن القاسم الشهير بالأخوين المتوفى سنة أربع وتسعمائة (ت 904 هـ). وهي على الزهراوين (سورة البقرة وسورة آل عمران).
- 32 - وتعليقة السيد أحمد بن عبد الله القريمي المتوفى سنة خمسين وثمانمائة (850). وهي إلى قريب من تمامه.
- 33 - وتعليقة الفاضل محمد بن كمال الدين التاشكندي. على سورة الأنعام أهداها إلى السلطان سليم خان.
- 34 - وتعليقة المولى زكريا بن بيرام الأنقروي المتوفى سنة إحدى وألف (ت 1001 هـ). وهي على سورة الأعراف.
- 35 - وتعليقة المولى محمد بن عبد الغني المتوفى سنة ست وثلاثين وألف (ت 1036 هـ). إلى نصف البقرة في نحو خمسين جزءا.
- 36 - وتعليقة الفاضل محمد أمين الشهير بابن صدر الدين الشرواني المتوفى سنة عشرين وألف (ت 1020 هـ). وهي إلى قوله تعالى: الم ذلك الكتاب أورد عبارة البيضاوي تماما بقوله وبدأ بما بدأ في الصفدي في «شرح لامية العجم» وهو قوله: الحمد لله الذي شرح صدر من تأدب.
- 37 - وتعليقة المولى هداية الله العلائي المتوفى سنة تسع وثلاثين وألف (ت 1039 هـ).
- 38 - وتعليقة الفاضل محمد الشرانشي. وهي على جزء النبأ.
- 39 - وتعليقة الفاضل محمد أمين بن محمود الشهير بأمير بادشاه البخاري الحسيني نزيل مكة المتوفى سنة (972 هـ). وهي إلى سورة الأنعام.
- 40 - وتعليقة الفاضل محمد بن موسى البسنوي المتوفى سنة ست وأربعين وألف (ت 1046 هـ). وهي إلى آخر سورة الأنعام كتبها على طريق الإيجاز، بل على سبيل التعمية والألغاز، أولها: الحمد لله الذي فضل بفضله العالمين على الجاهلين.
- 41 - وتعليقة الفاضل المشهور بالعلائي ابن محبي الشيرازي «علاء الدين علي بن محيي الدين محمد المتوفى سنة (945). وهي على الزهراوين، أولها: الحمد لله الذي أنزل على عبده الكتاب، فرغ عنها في رجب سنة خمس وأربعين وتسعمائة وسماها «مصباح التعديل في كشف أنوار التنزيل».
- 42 - وتعليقة المولى أحمد بن روح الله الأنصاري المتوفى سنة تسع وألف (ت 1009 هـ). وهي إلى آخر الأعراف.
- 43 - وتعليقة محمد بن إبراهيم ابن الحنبلي الحلبي المتوفى سنة إحدى وسبعين وتسعمائة (ت 971 هـ).
- 44 - وصنف الشيخ الإمام شمس الدين محمد بن يوسف بن علي بن يوسف (ت 942 هـ) الشامي الشافعي مختصرا سماه «الإتحاف بتمييز ما تبع فيه البيضاوي صاحب الكشاف». أوله الحمد لله الهادي للصواب.
- 45 - والشيخ عبد الرءوف المناوي خرج أحاديثه في كتاب أوله: الله أحمد أن جعلني من خدام أهل الكتاب، وسماه «الفتح السماوي بتخريج أحاديث البيضاوي».
- 46 - وممن علق عليه كمال الدين محمد بن محمد بن أبي شريف القدسي المتوفى سنة ثلاث وتسعمائة (ت 903 هـ).
- 47 - والشيخ قاسم بن قطلوبغا الحنفي المتوفي سنة تسع وسبعين وثمانمائة (ت 879 هـ). كتب إلى قوله سبحانه وتعالى فهم لا يرجعون.
- 48 - والعلامة السيد الشريف علي بن محمد الجرجاني المتوفى سنة عشرة وثمانمائة (ت 816 هـ). ذكره السخاوي نقلا عن سبطه.
- 49 - ومن التعليقات عليه مع الكشاف وتفسير أبي السعود تعليقة الشيخ رضي الدين محمد بن يوسف الشهير بابن أبي اللطف القدسي (المتوفى سنة 1028). وهي في مجلد ضخم أوله: الحمد لله الذي أنزل على عبده الكتاب، علقها في درسه عند الصخرة إلى آخر الأنعام، فبيضها وأرسلها إلى المولى أسعد المفتي.
- 50 - و«مختصر تفسير البيضاوي» لمحمد بن محمد بن عبد الرحمن المعروف بإمام الكاملية الشافعي القاهري المتوفى سنة أربع وسبعين وثمانمائة (ت 874 هـ).

## ثناء العلماء على التفسير

تعريف موضوعي بتفسير البيضاوي، مع نقل بعض أقوال العلماء فيه.

## طبعاته

صورة غلاف تفسير البيضاوي المسمى أنوار التنزيل وأسرار التأويل - طبعة دار المعرفة.